# Chiropotes chiropotes
Chiropotes chiropotes é uma espécie de cuxiú. Ocorre nas Guianas e no Brasil, ao norte do rio Amazonas e leste do rio Branco. É possível que seu nome científico esteja errado, sendo o nome correto, Chiropotes sagulatus. C. chiropotes foi referido como Chiropotes israelita por Bonvicino et al (2003), mas provavelmente, para esta espécie o primeiro nome é o correto.
Possui entre 36 e 46 cm de comprimento e pesam cerca de 3 kg. Possuem o dorso de cor marrom-avermelhado ou laranja, com membros, cabeça e cauda pretos.
Chiropotes sagulatus não foi analisado pela IUCN, que o considerou junto de C. chiropotes. Entretanto, corre pouco risco, visto o isolamento de sua distribuição geográfica e ocorre em grandes unidades de conservação no Brasil e nas Guianas.